# Segundo gobierno interino de Pedro Gual
El segundo gobierno interino de Pedro Gual fue establecido en 1861 para concluir el período presidencial de Manuel Felipe de Tovar tras su renuncia, en el contexto de la Guerra Federal, terminando con el golpe de Estado de ese año, en donde Gual fue arrestado y José Antonio Páez instaló una dictadura en el país.

## Contexto histórico
Pedro Gual había sido presidente interino en dos ocasiones durante 1858 y 1859, siendo sucedido por Manuel Felipe de Tovar, cuando este fue electo.

## Historia
Poco tiempo después, el coronel José Echezuría arrestó al presidente Gual en su casa por órdenes de José Antonio Páez, quien asumió el poder absoluto. Gual escapó a las Antillas y luego se exilió en Ecuador.